# Illuminateur (prix littéraire)
L'Illuminateur est un prix littéraire russe décerné pour la meilleure œuvre de vulgarisation scientifique en russe. Il a été créé en 2008 par Dmitri Zimine (ru) et la fondation « Dynastie ». Depuis 2016, après la dissolution de la fondation « Dynastie », le prix existe grâce au soutien de la fondation « Zimin Foundation ». Il est le premier prix en Russie pour la littérature scientifique populaire.

## Histoire
En 2008, un seul prix général était décerné, le lauréat étant choisi par Dmitri Zimine lui-même. Depuis 2009, le prix est décerné dans deux catégories : « Sciences humaines » et « Sciences naturelles et exactes ».
En 2014, la procédure a été différente : 24 livres ont été inclus dans la « longue liste », au lieu des 25 annuels. De plus, en raison du boycott d'Alexander Gavrilov (ru) et Alexander Arkhangelski (ru) du « IX Festival international du livre ouvert de Moscou », causé par le soutien actif du comité d'organisation du prix pour une pièce de théâtre soupçonnée par le ministère de la Culture de « propagande de l'homosexualité auprès des mineurs » (la pièce L'âme de l'oreiller) et une autre contenant des insultes grossières (la pièce Les herbivores), l'annonce de la « longue liste » a été reportée en 2014 et déplacée du festival du livre à un café. Plus tard, dans ce même café, la « liste restreinte » du prix a été annoncée.
En 2015, la « longue liste » comprenait les 25 œuvres habituelles, mais le prix était « en quelque sorte d'adieu » en raison de la fermeture de son principal sponsor — la fondation « Dynastie », qui a été inscrite sur la liste des « agents étrangers ».

## Ordre d'attribution du prix
L'objectif du prix est d'attirer l'attention des lecteurs sur le genre éducatif, d'encourager les auteurs et de créer les conditions préalables à l'élargissement du marché de la littérature éducative.
Le prix est décerné chaque année. Les œuvres écrites en russe d'au moins 200 000 caractères, ayant pour objectif d'informer les lecteurs non spécialisés dans les domaines des sciences humaines, scientifiques et techniques, et qui sont en vente primaire (non d'occasion), indépendamment de leur date de publication, peuvent être nommées pour le prix. Le droit de nomination est détenu par Dmitri Zimine, des représentants de la « Zimin Foundation », des maisons d'édition (qui ont également le droit de nommer un manuscrit), des employés de musées d'État, des professeurs d'universités accréditées par l'État, des employés d'instituts de recherche scientifique du système RAN, RAMN et RAO, des membres correspondants et membres actifs de RAN, RAMN et RAO, ainsi que des membres du jury et du conseil du prix.
Au premier tour, le comité d'organisation du prix, présidé par Alexander Arkhangelski et Alexander Gavrilov, sélectionne d'abord une « liste longue » (de 25 positions), puis une « liste  courte » (de huit positions, quatre pour chaque nomination). Au deuxième tour, le jury, composé de quatre à sept personnes, qui est renouvelé chaque année par les lauréats de l'année précédente et présidé par Alexei Semikhatov (ru), désigne les lauréats du prix.
En plus des gros prix en argent, les lauréats de la prix reçoivent également un programme de bibliothèque qui consiste en ce qui suit: l'Institut du Livre achète auprès de l'éditeur 30 exemplaires de chaque livre lauréat et finaliste, assure leur distribution gratuite dans les bibliothèques des sujets de la fédération de Russie, les bibliothèques municipales et autres établissements culturels et éducatifs.

## Les finalistes

### 2008
Marina Svaniadze, Chroniques historiques avec Nikolai Svaniadze : en 2 volumes
- La « liste  courte »[16] : Alexander Zvonkine, Les tout-petits et les mathématiques ; Maxim Kronhaus, La langue russe au bord de la crise de nerfs ; Andrei Ostalski, Brève histoire de l'argent : d'où viennent-ils ? Comment fonctionnent-ils ? Comment vont-ils évoluer à l'avenir ?

Prix spéciaux: Mikhaïl Gasparov, La louve du Capitole : Rome avant les Césars ; Arkadi Migdal, De la supposition à la vérité

### 2009
Nomination « Sciences naturelles et exactes » : Leonid Ponomarev, Sous le signe du quantum
- La « liste  courte »[17] : Alexandre Dmitriev, Comment comprendre les lois physiques complexes ; Victor Dolnik, L'enfant indiscipliné de la biosphère ; Simon Gindikin, Histoires de physiciens et de mathématiciens

Nomination « Sciences humaines » : Grigory Kozlov, Attaque contre l'art
- La « liste  courte » : Andreï Zoubov (rédacteur en chef), Histoire de la Russie. XXe siècle ; Andreï Ostalski, Pétrole: monstre et trésor ; Alexandre Yanov, Russie et Europe. 1462-1921: en 3 volumes

### 2010
Nomination « Sciences naturelles et exactes » : Vladimir Ouspenski, Apologie des mathématiques
- La « liste  courte »[19] : Alexandre Markov, La naissance de la complexité. Biologie évolutive aujourd'hui: découvertes inattendues et nouvelles questions ; Sergueï Roubine, La structure de notre univers ; Vladimir Sourdine, Voyages sur la Lune ; Simon Schnoll, Héros et méchants de la science russe

Nomination « Sciences humaines » : Sergueï Ivanov, 1 000 ans d'éclairements
- La « liste  courte » : Andreï Zalizniak, Notes sur la linguistique amateur ; Andrei Nemzer, La Roue Rouge d'Alexandre Soljenitsyne. Essai de lecture ; Alexandre Prasol, Le visage du temps au Japon

Prix spécial: Iegor Gaïdar, Depuis longtemps. La Russie dans le monde: essais d'histoire économique (décision personnelle de Dmitri Zimine).

### 2011
Nomination « Sciences naturelles et exactes » : Alexander Markov, L'évolution de l'homme
- La « liste  courte »[20] : Anton Pervouchine, 108 minutes qui ont changé le monde : toute la vérité sur le vol de Youri Gagarine ; Lioubov Stroelnikova, De quoi est fait tout ? Histoires sur la matière ; Vladimir Tsymbal, Plantes. Un monde parallèle

Nomination « Sciences humaines » : Vladimir Plungyan, Pourquoi les langues sont-elles si différentes ?
- La « liste  courte » : Yakov Gordine, Atlantide caucasienne : 300 ans de guerre ; Irina Levontina, Russe avec un dictionnaire ; Konstantin Sonine, Leçons d'économie

### 2012
Nomination « Sciences naturelles et exactes » : Vladimir Sourdine, Recherche des planètes lointaines
- La « liste  courte »[22] : Victor Zouiev, Le virus aux multiples visages. Les secrets des infections cachées ; Vladimir Rechetnikov, Pourquoi le ciel est-il sombre? Comment l'Univers est-il organisé ; Henri Erlich, Or, balle, poison salvateur : 250 ans de nanotechnologie

Nomination « Sciences humaines » : Alexander Mechtcheriakov, L'Empereur Meiji et son Japon
- La « liste  courte » : Sergueï Ivanov, À la recherche de Constantinople : Guide de voyage de la ville byzantine d'Istanbul et de ses environs ; Boris Kovaliov, La vie quotidienne de la population de la Russie pendant la période d'occupation nazie ; Leonid Mletchine, Lénine. La séduction de la Russie

### 2013
Nomination « Sciences naturelles et exactes » : Dmitri Joukov, Halte, qui va là? La biologie du comportement humain et animal
- La « liste  courte »[24] : Piotr Obraztsov, Histoires étonnantes sur des créatures les plus diverses. Les secrets de ceux qui peuplent la terre, l'eau et l'air ; Alexandre Petrov, La gravité. Des sphères de cristal aux terriers de taupe

Nomination « Sciences humaines » : Victor Sonkine, Ici était Rome
- La « liste  courte » : Alexandre Vaskine, Moscou incendiée. La première capitale en 1812 ; Dmitri Kopliev, La division des océans aux XVIe – XVIIIe siècles. Origines et évolution de la piraterie ; Vera Miltchina, Paris de 1814 à 1848. La vie quotidienne

Nomination spéciale « Biographies » : Maxime Tchertanov, Darwin
- La « liste  courte » : Sergueï Beliakov, Goumilev, fils de Goumilev ; Boris Tenenbaum, Le grand Churchill

### 2014
Nomination « Sciences naturelles et exactes » : Assia Kazantseva, Qui aurait pu penser ! Comment le cerveau nous fait faire des bêtises
- La « liste  courte »[26] : Guennadi Gorelik, Qui a inventé la physique moderne? Du pendule de Galilée à la gravité quantique ; Sergueï Ijovski, Andreï Lobanov et Alexander Sosnine, La vie des scarabées remarquables ; Boris Stern, La percée au-delà du bout du monde

Nomination « Sciences humaines » : Sergueï Yarov, La vie quotidienne de Léningrad assiégé
- La « liste  courte » : Olga Weinshel, Dandy : mode, littérature, style de vie ; Pavel Polian, Les rouleaux de cendres. Les sondes juives à Auschwitz-Birkenau et leurs chroniqueurs ; Adelaïde Swanzie, Les Vikings

Nomination spéciale « Pour un service fidèle à la cause de l'éducation » : Le journal Troitsky Variant - Science

### 2015
Nomination « Sciences naturelles et exactes » : Nikolaï Andreev, Sergueï Konovalov and Nikita Paniounine (editors), La composante mathématique
- La « liste  courte »[28] : Alexander Markov and Elena Naumark, L'évolution. Les idées classiques à la lumière de nouvelles découvertes ; Alexander Sokolov, Les mythes de l'évolution humaine ; Vladimir Surdin (editor), Les galaxies

Nomination « Sciences humaines » : Alexeï Yurchak, C'était pour toujours, jusqu'à ce que ça se termine
- La « liste  courte » : Evgueni Anissimov, La Russie impériale ; Yulia Kantor, Amitié jurée. La collaboration secrète entre l'URSS et l'Allemagne dans les années 20-30 ;

Mikhaïl Yasnov, Voyage au pays de l'émerveillement. Livre sur les enfants, la poésie pour enfants et les poètes pour enfants
Nomination spéciale « Biographies » : Oleg Khlevniouk, Staline. La vie d'un dirigeant

### 2016
Nomination « Sciences naturelles et exactes » : Alexander Panchine, La somme de la biotechnologie. Guide pour lutter contre les mythes sur la modification génétique des plantes, des animaux et des humains
- La « liste  courte »[30] : Kirill Babaev, Alexandra Arkhangelskaïa. Qu'est-ce que l'Afrique ; Vladimir Dinets, Chants de dragons. Amour et aventures dans le monde des crocodiles et autres parents des dinosaures ; Moisey Kaganov, La physique vue par un physicien. En deux parties

Nomination « Sciences humaines » : Sergueï Kavtaradze, Anatomie de l'architecture. Sept livres sur la logique, la forme et le sens
- La « liste  courte » : Alexander Auzan, L'économie de tout. Comment les institutions déterminent notre vie ; Boris Joukov, Introduction au comportement ; Natalia Lebina, L'homme et la femme : corps, mode, culture. URSS - dégel

Nomination spéciale « L'Illuminateur des illuminateurs » : Andreï Zorine, L'apparition du héros. De l'histoire de la culture émotionnelle russe de la fin du XVIIIe au début du XIXe siècle
Nomination spéciale « Voix consultative » : Vladimir Rechetnikov, Pourquoi le ciel est-il sombre. Comment l'univers est-il organisé

### 2017
Nomination « Sciences naturelles et exactes » : Daria Varlamova et Anton Zaïniev, Devenir fou ! Guide des troubles mentaux pour les habitants des grandes villes
- La « liste  courte »[32] : Stanislav Drobychevski, La pièce manquante, en deux volumes ; Assia Kazantseva, Sur internet, quelqu'un a tort ! Recherche scientifique sur les questions controversées ; Nelly Litvak, Andreï Raïgorodski, À qui sert les mathématiques ? Un livre compréhensible sur le fonctionnement du monde numérique

Nomination « Sciences humaines » : Alexander Piperski, La construction des langues. De l'espéranto au dothraki
- La « liste  courte » : Alena Kozlova, Nikolaï Mikhaïlov, Irina Ostrovskaïa et Irina Chtcherbakova, Le signe ne s'effacera pas. Les destins des travailleurs forcés dans des lettres, des souvenirs et des histoires orales ; Ivan Kurilla, Histoire ou Passé dans le présent ; Tim Skorenko, Inventé en Russie. Histoire de la pensée inventive russe de Pierre le Grand à Nicolas II

En 2017, à l'occasion du dixième anniversaire du prix, il a été décidé de décerner des prix dans une catégorie spéciale « L'Illuminateur . Non conforme », mais les gagnants dans cette catégorie n'ont pas été annoncés.

### 2018
Nomination « Sciences naturelles et exactes » : Sergueï Yastrebov, Des atomes aux arbres: Introduction à la science moderne de la vie
- La « liste  courte »[35] : Stanislav Drobychevski, Histoires de la grotte: 50 histoires de la vie des anciens ; Alexeï Savvateev, Les mathématiques pour les humanistes. Cours en direct ; Irina Yakutenko, Volonté et auto-contrôle. Comment les gènes et le cerveau nous empêchent de résister aux tentations

Nomination « Sciences humaines » : Sergueï Zotov, Mikhaïl Maizuls et Dilshat Kharman, Le Moyen Âge souffrant
- La « liste  courte » : Vladislav Inozemtsev, Un pays hors du temps. La Russie dans le monde du XXIe siècle ; Boris Kolonitski, #1917. Dix-sept essais sur l'histoire de la Révolution russe ; Amiran Urushadze, La guerre du Caucase. Sept histoires

En 2018, le prix est également décerné dans une nouvelle catégorie « Illuminateur. Digital », récompensant les projets d'éducation électroniques. Les lauréats sont devenus le leader du blog populaire sur l'histoire Leonid Mletchine et l'auteur des projets 1917, Carte d'histoire et 1968.digital Mikhaïl Zygar.

### 2019
Nomination « Sciences naturelles et exactes » : Piotr Talantov, 0,05. Médecine factuelle de la magie à la recherche de l'immortalité
- La « liste  courte »[37] : Elena Klechtchenko, ADN et son homme. Brève histoire de l'identification de l'ADN ; Vladimir Sourdine, Astronomie. Conférences populaires ; Mikhaïl Chifrine, 100 histoires de l'histoire de la médecine. Les plus grandes découvertes, exploits et crimes au nom de votre santé

Nomination « Sciences humaines » : Elena Osokina, Alchimie de l'industrialisation soviétique. Temps de Torgsin
- La « liste  courte » : Evgueni Anissimov, L'État et la hache. Pouvoir royal, police politique et société russe au XVIIIe siècle ; Lalia Kandaourova, Une demi-heure de musique. Comment comprendre et aimer la musique classique ; Oleg Lekmanov, Mikhaïl Sverdlov, Ilya Simanovski, Biographie: Veniamin Erofeev. L'étranger

Catégorie spéciale « Non conventionnelle » : Youri Slezkine, Maison du gouvernement. Saga de la révolution russe
Catégorie spéciale « Pour la contribution à la culture numérique » : projet de Leonid Parfionov Parfenon
En 2019, le prix est également décerné dans une catégorie « Illuminateur. Digital », récompensant les projets d'éducation électroniques dans les catégories « Son », « Texte » et « Vidéo » (en dehors des livres, des émissions de télévision et de radio). Les lauréats sont le projet « La chambre d'enfant Arzamas » (« Arzamas »), le projet « The Batrachospermum Magazine » et la chaîne d'Arthur Charifov (playlist « Vidéos principales »).

### 2020
Nomination « Sciences naturelles et exactes » : Nikolaï Koukouchkine, Le coton avec une paume. Comment la nature inanimée a engendré l'esprit humain
- La « liste  courte »[39] : Nikita Vikhrev, Récits sur les diptères ; Vladimir Goubaïlovski, Intelligence artificielle et cerveau humain ; * La « liste  courte » : Alexandre Sokolov, Étrange singe. Où est passée la fourrure et pourquoi les gens ont différentes couleurs de peau

Nomination « Sciences humaines » : Sergueï Tchouprinine, Le Dégel : Événements. Mars 1953 - août 1968
- La « liste  courte » : Oleg Voskoboïnikov, Le Moyen Âge en gros plan ; Grigori Revzine, Comment la ville est organisée ; Irina Foufaeva, Comment s'appellent les femmes

En 2020, une nouvelle catégorie de prix « L'Illuminateur. Traduction » pour les livres de vulgarisation scientifique traduits a été introduite. Les lauréats étaient les livres de Robert Sapolsky La biologie du bien et du mal : comment la science explique nos actions et de Vincent Robert Le temps des banquets : politique et symbolique d'une génération (1818-1848).

### 2021
Nomination « Sciences naturelles et exactes » : Maxim Vinarski, L'Évangile de LUCA. À la recherche de l'arbre généalogique du monde animal
- La « liste  courte »[41] : Vladimir Kovalzon, Le pendule du sommeil ; Sergueï Parine, Stress, douleur et opioïdes. À propos d'endorphines et bien plus encore ; Irina Yakoutenko, Le virus qui a brisé la planète. Pourquoi le SARS-CoV-2 est-il si particulier et que devons-nous faire à ce sujet

Nomination « Sciences humaines » : Nikolaï Aipplé, Un passé inconfortable: la mémoire des crimes d'État en Russie et dans d'autres pays
- La « liste  courte » : Dmitri Bovykine, Alexander Tchoudinov, La Révolution française ; Andreï Movchan, Alexeï Mitrov, Les économies damnées ; Sergueï Mokhov, Histoire de la mort. Comment nous luttons et l'acceptons

Les lauréats de la catégorie « L'Illuminateur. Traduction » sont les livres de Richard Dawkins La rivière qui sort d'Eden : vie d'un darwinien et de Richard Rhodes La création de la bombe atomique.

### 2022
Nomination « Sciences naturelles et exactes » : Olga Filatova, Nuageux, orques possibles
- La « liste  courte »[43] : Alexeï Semikhatov, Tout ce qui bouge. Promenades dans l'Univers agité, des orbites spatiales aux champs quantiques ; Maria Kondratova, Le gardien invisible ; Aleksander Markov, Elena Naïmark, L'évolution de l'homme. Livre 3. Os, gènes et culture

Nomination « Sciences humaines » : Mikhaïl Maïzouls, L'ennemi imaginaire : Les hérétiques dans l'iconographie médiévale
- La « liste  courte » : Galina Oulyanova, Marchandes, aristocrates, magnates. Femmes entrepreneures en Russie au XIXe siècle ; Maria Bouras, Les linguistes venus du froid ; Natalia Konradova, L'archéologie de l'Internet russe. Télépathie, télé-ponts et autres techno-utopies de la guerre froide

Prix spécial « Politique et éducation » : Evgenia Liozina, XXe siècle: travail sur le passé. Pratiques de la justice transitionnelle et politique de la mémoire dans les anciennes dictatures. Allemagne, Russie, pays d'Europe centrale et orientale.
Les lauréats dans la catégorie « L'Illuminateur. Traduction » sont les livres de Doug Macdougall Pourquoi avons-nous besoin de la géologie? Une brève histoire du passé et de l'avenir de notre planète et de Douglas Smith La mission russe : l'histoire oubliée de comment l'Amérique a sauvé l'Union soviétique de la destruction.